# Cànnabis a Espanya

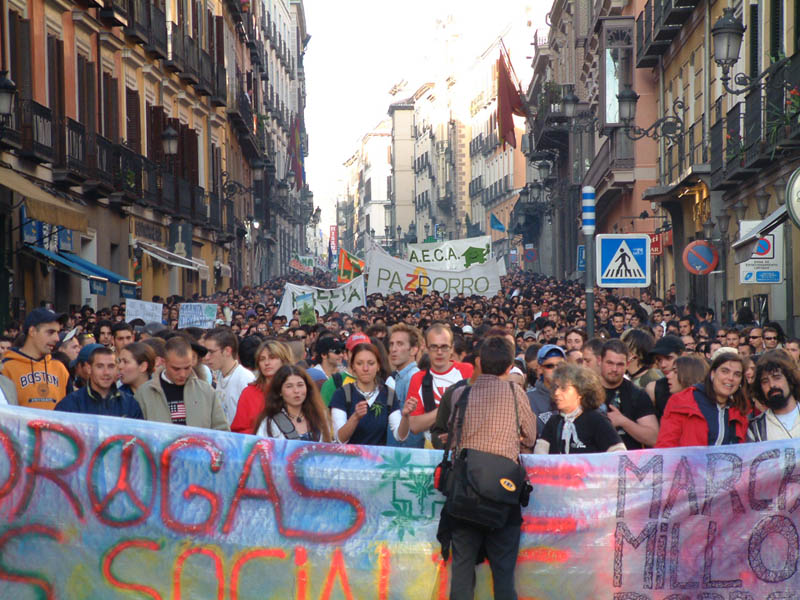
Manifestació a Madrid per la legalització del cànnabis (maig de 2004)

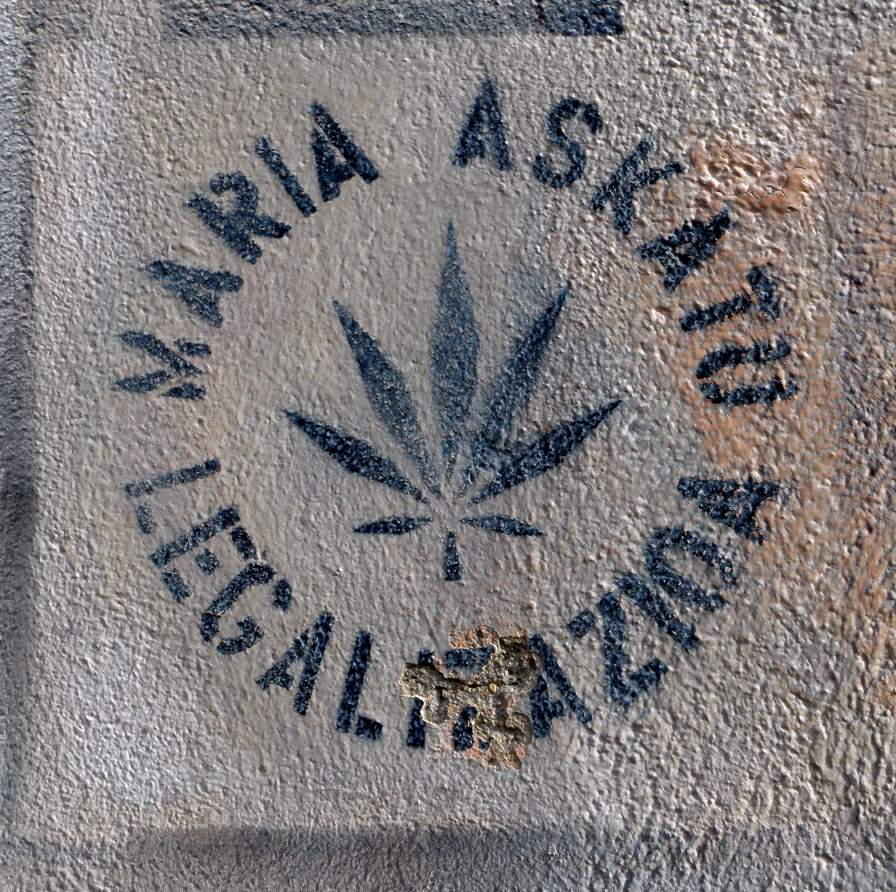
Grafiti a Vitòria: Maria Askatu Legalizazioa (en basc, «legalització de la maria»)

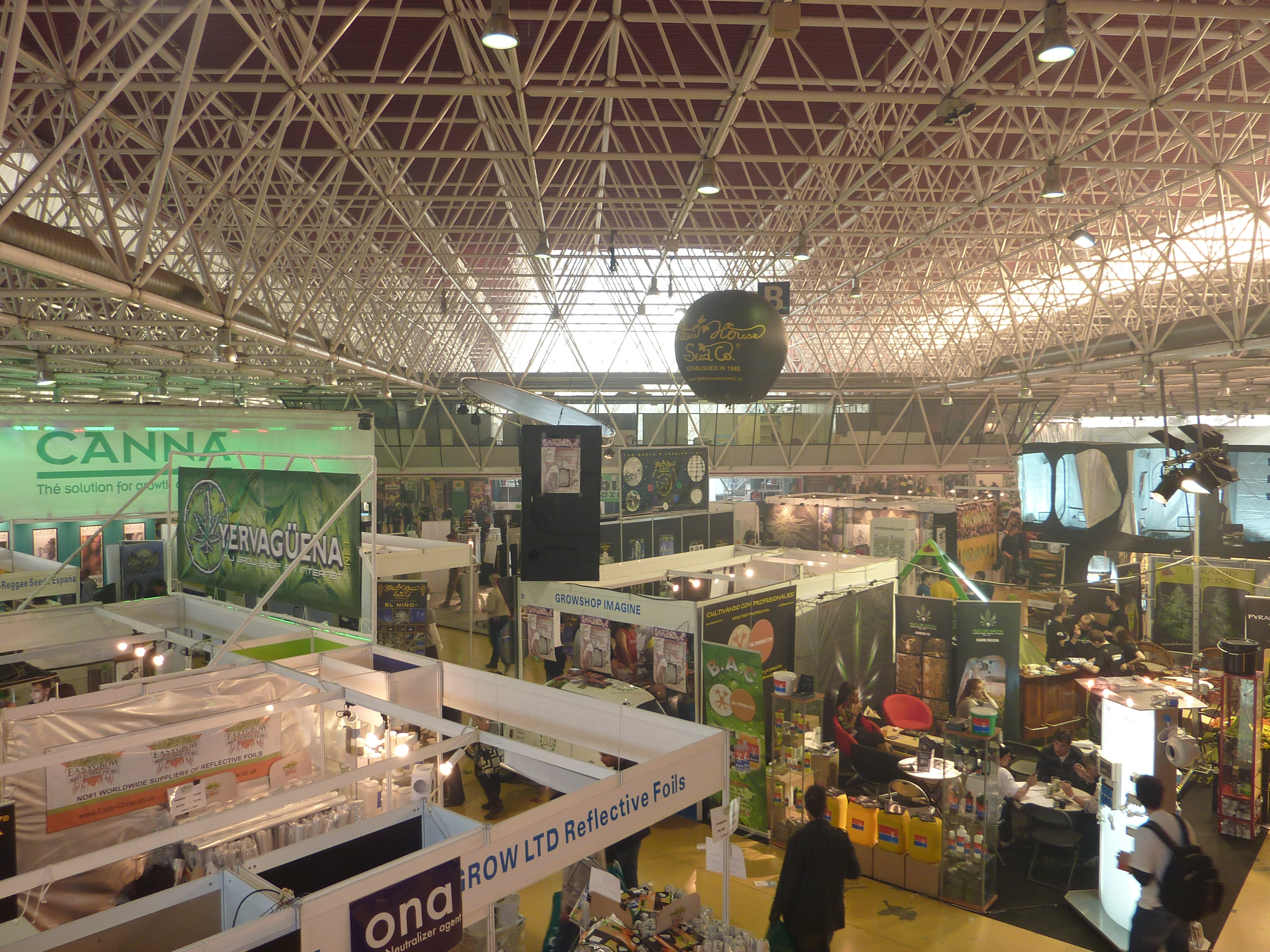
Fira anual de la marihuana Spannabis (Cornellà de Llobregat, 2014)

El cànnabis a Espanya és il·legal per a finalitats comercials (de lucre), encara que està descriminalizat per al cultiu i ús personal, així com per a altres finalitats que no siguin la seva compravenda, i està associat a una creixent violència vinculada a xarxes de narcotràfic. L'únic fàrmac de cànnabis legal a Espanya és el Sativex per a tractament dels símptomes en pacients adults amb espasticitat moderada o greu deguda a l'esclerosi múltiple. Segons l'Observatori Espayol del Cànnabis Medicinal, hi ha entre 50.000 i 100.000 consumidors de cànnabis medicinal a Espanya.

## Consum
Es tracta de la droga tercera substància psicoactiva més consumida a Espanya, després d'alcohol i tabac, i la il·legal més consumida a Espanya Segons la Encuesta sobre Alcohol y Drogas en población general en España EDADES de 2017, un 37,5% dels enquestats entre 15 i 64 anys va afirmar haver fumat cànnabis algun cop en la vida, i un 10,5% dels enquestats ho havia fet en els darrers 12 mesos, i un 2,9% en fumava cada dia, sent en la seva majoria homes (70%) i la mitjana d'edat d'uns 34 anys, suposant un creixement respecte a les xifres de 2017, quan un 9,1% dels enquestats entre 15 i 64 anys va afirmar haver fumat cànnabis en els darrers 12 mesos, i un 1,9% en fumava cada dia, sent en la seva majoria homes (70%) i la mitjana d'edat d'uns 34 anys. El 35% dels enquestats va dir haver provat alguna vegada aquesta droga. Existeix una forta tolerància social amb la marihuana; en una enquesta del CIS de 2018, un 84% dels enquestats estava a favor del cànnabis medicinal, i un 47% a favor de tots dos, medicinal i recreatiu (el 41% el va rebutjar). En l'informe europeu ESPAD 2019, el 23% dels estudiants espanyols va dir haver provat la marihuana alguna vegada en la seva vida. El 12% en va consumir en els darrers 30 dies, sent el tercer país de la Unió Europea en el rànquing, després d'Itàlia i França, quan la mitjana europea és del 15%.

## Situació legal
El «cultiu, elaboració, tràfic i possessió il·lícita», així com «les activitats que promoguin, afavoreixin o facilitin el consum de drogues tòxiques, estupefaents i substàncies psicotròpiques» estan castigats per l'article 368 del Codi Penal. No es considera delicte el consum, la possessió i el cultiu de cànnabis sempre que sigui per al propi consum i no estigui destinat al narcotràfic (màxim de 10 kg). Sí que es considera una infracció greu el consum en l'espai públic, que comporta la confiscació i una multa que varia dels 601€ als 30.000€. La llei espanyola no diferència entre l'ús medicinal i l'ús recreatiu.
No obstant això, la situació legal del cànnabis varia depenent de la comunitat autònoma. Per exemple, al País Valencià, les Corts van aprovar la legalització controlada del cànnabis al juny de 2018. A Catalunya es dona des de 1993 una situació de semilegalització, ja que s'emeten llicències que permeten conrear fins a 150 kg anuals de cànnabis en clubs (associacions) privats, i als seus membres el consum de fins a 60 g mensuals (majors de 21 anys).

## Violència associada al narcotràfic
La zona d'Espanya on més es decomissa cànnabis és Andalusia, on les organitzacions que es dediquen al tràfic d'haixix el simultaniegen amb plantacions de marihuana, i el segon gran productor de cànnabis és Catalunya, que és el centre de la venda de cànnabis a Espanya, amb grans grups criminals dedicats al trànsit que instal·len grans plantacions tant interiors com exteriors per l'exportació a la resta d'Europa. Les bandes defensen de forma fèrria els cultius i recorren a la violència si cal.
En 2021 es van registrar nombroses accions violentes associades al cànnabis a Catalunya, ja sigui entre membres de la pròpia organització, venjances o entre bandes rivals, amb 3 homicidis, 3 segrestos, 8 retencions il·legals i 107 narcoassalts, suposant un increment d'un 24,5% respecte al 2020. Els mossos d'esquadra va desarticular 35 xarxes en 2021, detenint 1.998 persones, amb un creixement exponencial, doncs en 2015 hi va haver 439 detencions.